# Orfeo (opera, Monteverdi)
Orfeo (italienska: L'Orfeo eller La favola d'Orfeo) är en opera (Favola in musica) med prolog och fem akter med musik av Claudio Monteverdi. Libretto av Alessandro Striggio.

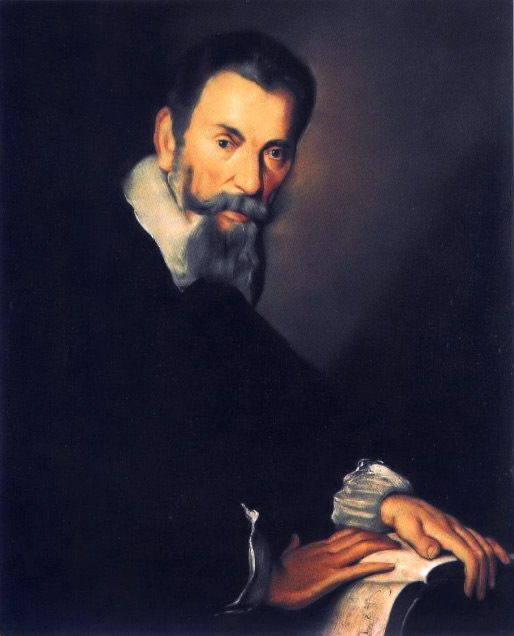
Claudio Monteverdi

## Historia
Ursprungligen hade librettisten Striggio önskat följa den antika sagan om Orfeus. I de grekiska källorna finns inget lyckligt slut. Ovidius berättar i sina Metamorfoser att  Orfeus efter att slutgiltigt ha förlorat sin älskade tappade intresset för kvinnor och endast intresserade sig för ynglingar. Kvinnorna tog en gruvlig hämnd: Han blev söndersliten av de rasande menaderna. Det här händelseförloppet var föga lämpat för den höviska publikens smak. Striggio erbjöd Monteverdi en kompromiss: av sin fader Apollo hämtas Orfeus till en högre tillvaro bland de Elyseiska fälten, där han för evigt återförenas med sin Eurydike.
Operan hade urpremiär i Mantua den 24 februari 1607. Svensk premiär 13 augusti 1966 på Drottningholms slottsteater vid ett tyskt gästspel.

## Om operan

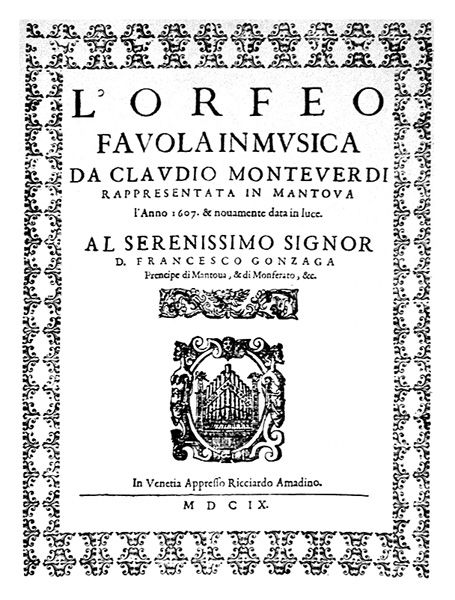
Titelsidan från 1609.

Monteverdis Orfeo föregicks visserligen med några år av Jacopo Peris Euridice (1600), men de båda musikaliska versionerna av det mytologiska stoffet skiljer sig helt från varandra. Peris stycke består av en rad recitativ, som om tonsättaren ville ge ett läroexempel i monodins konst. Monteverdi alternerar i Orfeo däremot mellan arior och visliknande avsnitt och fritt reciterande monologer. Allt verkar naturligt och spontant, och verket visar dessutom upp en medveten symmetri. Den inledande toccatan motsvaras av den avslutande vilda dansen (morisca, i vilken Monteverdi anspelar på hur Orfeus slets i stycken av de rasande menaderna), de båda ramakterna (I och V) är statiska (bröllopsfesten respektive Orfeus klagan och Apollons tröst). I de mellersta akterna (II och IV) handlar det om de båda tragiska förlusterna av Eurydike (Euridice). I centrum står underjordsakten, där Orfeus (Orfeo) med sin konst betvingar dödens makter.
Orfeo var den första exponenten för den monodiska stilen, enstämmig sång med ackordiskt ackompanjemang, och operagenren fick sitt första mästerverk. I motsats till de föregående operorna inför Monteverdi också instrumentala mellanspel mellan arior och körer. I Monteverdis operor har kören en mycket stor roll och i Orfeo är körpartierna utarbetade med konstfulla imitationseffekter. Både kör och orkester behandlas med rikt skiftande, ofta ganska kärv och sträng harmonik. Eurydikes död kommenterad med oerhörd kraft av kören, och recitativen är dramatiska och uttrycksmättade. Orfeus klagosång i underjorden är starkt känsloladdad och melodiskt utomordentligt skön, den gör också avsedd verkan på Karon, dödsrikets väktare. Även instrumentationen är ytterst mångsidig, till exempel i behandlingen av blåsarna i dödsrikesscenerna.
Även om Monteverdis operor inte är operahistoriens allra första utan äger flera förebilder går han likväl längre i sin strävan efter äkta dramatiskt uttryck än man dittills varit van vid. Orfeo innehåller vidare en rad fristående instrumentala satser som fungerar som mellanspel eller preludier till enstaka scener. En nyhet är även den ouvertyr (toccata) som inleder operan, där en fanfarartad spelöppning följs av en elegisk och uttrycksfull sats, som förbereder åhörarna på den allvarliga handlingen.

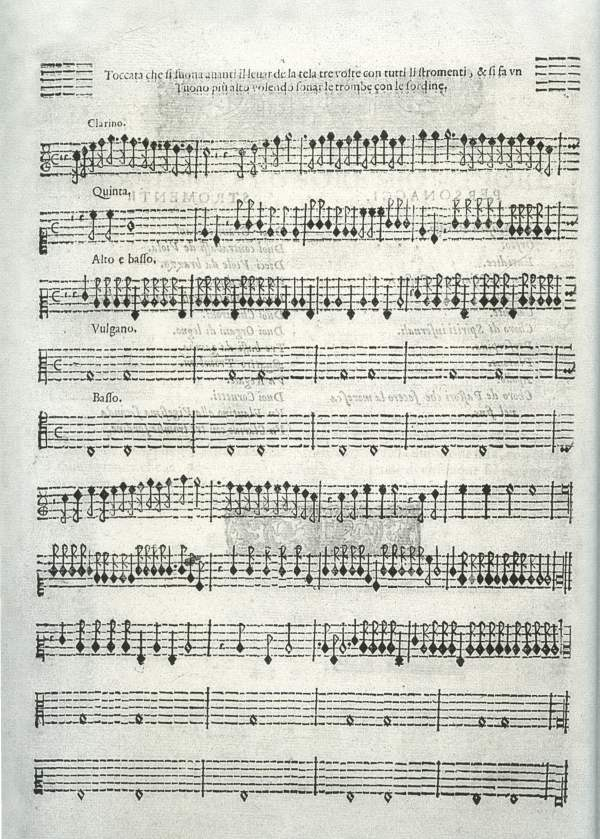
Noterna till Toccatan.
- Ljudexempel på Toccatan.

## Orkesterbesättning

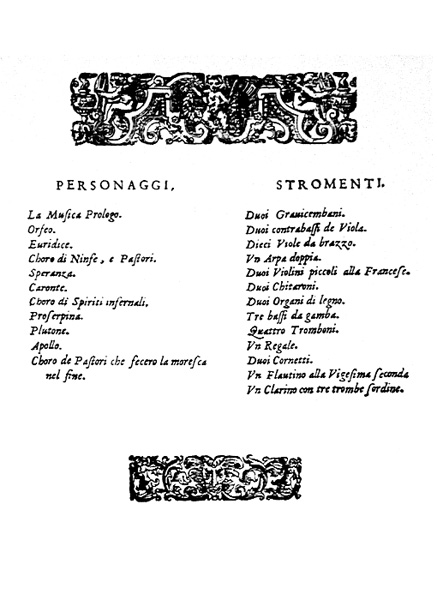
Till höger listas instrumenten.

Partituret innehåller bara enstaka uppgifter om instrumentationen, men från en lista längst fram i partituret vet man vilka instrument det rörde sig om. Monteverdi använde en för sin tid mycket rik orkester. Förutom tio violiner finns där två solovioliner, fem viola da gamba, två kontrabasar, flöjter, tre trumpeter med sordiner, jägarhorn, basuner, två orgelpositiv, två cembali, lutor och harpa. Exakt hur Monteverdi utnyttjade detta stora instrumentarium vet man inte men man kan alltså bilda sig en någorlunda tillförlitlig uppfattning om hur uruppförandet klingade.

## Personer
- La musica/Musiken (Mezzosopran)
- Orfeo/Orfeus (Tenor eller hög baryton)
- Euridice/Eurydike (Sopran)
- Budbärerskan (Mezzosopran)
- Caronte/Karon (Bas)
- Plutone/Hades (Bas)
- Proserpina/Persefone (Sopran)
- L'Esperanza/Hoppet (Sopran)
- Eco/Echo (Tenor)
- Apollo/Apollon (Tenor)
- Fyra herdar (Alt, 2 tenorer, bas)
- En nymf (Sopran)
- Två andar från underjorden (Tenorer)
- Herdar, nymfer och allegoriska figurer (kör och balett)

## Handling
Prolog

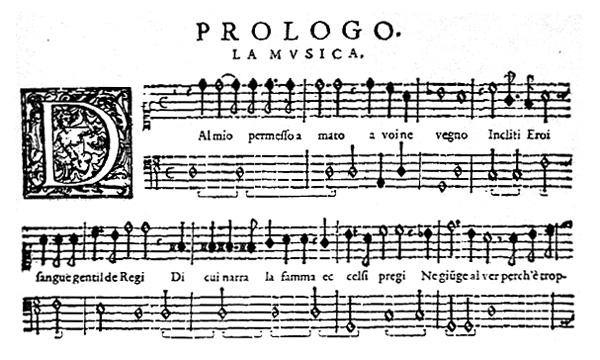
Två takter ur Prologen.

La musica prisar tonernas makt. Genom dessa kan publiken komma till ro, liksom Orfeo med sin sång skänkte frid åt naturen.
Akt I
Herdar och nymfer firar slutet på Orfeos kärlekskval, hans bröllop med Euridice.
Akt II
Orfeo prisar sin lycka. Då nås han av den fruktansvärda nyheten att Euridice är död. Hon har blivit biten av en orm medan hon plockade blommor. Sångaren stiger ned i underjorden för att vinna tillbaka sin hustru.
Akt III
Beledsagad av l'Esperanza når Orfeo fram till underjordens portar. Här lämnar hon honom. Orfeo måste ensam stiga ned i underjorden. De dödas färjkarl, Caronte, vägrar att föra honom över floden Styx. Sångaren ber förgäves om medlidande, men hans sång får bara Caronte att somna in. Ensam i en båt korsar Orfeo Styx. Underjordens andar slås av häpnad: inget verkar vara omöjligt för människorna.
Akt IV
Plutones gemål Proserpina blir så rörd av Orfeos klagan att hon hos sin make utverkar att Euridice skall släppas. Men Plutone ställer ett krav: Orfeo får inte vända sig om. På vägen mot ljuset tvivlar Orfeo på om Euridice verkligen följer med honom. Han ser sig om och förlorar sin älskade för alltid. Andarna inser att han har lyckats betvinga underjorden, men inte sig själv.
Akt V
Orfeo ger sig hän åt smärtan över den slutgiltiga förlusten och vill avsvära sig all kvinnokärlek, offrar sin lyra och sångkonst i ett sista förhärligande av sin älskade. Hans fader Apollo uppmanar honom till att visa självbehärskning och för med sig sonen till gudarnas himmel som en odödlig. Euridices ansikte kan han se i stjärnorna. Herdarna hyllar den förgudligade sångaren.